# Homanades
Els homanades foren un poble de Psídia a la frontera amb Isàuria, que es diu que posseïen 44 fortaleses, i la ciutat d'Homana. Estrabó esmenta els Homanades (Homanadeis) dels que diu que eren la tribu psídia més salvatge, hi vivien al nord de les muntanyes de Psídia sense ciutats ni viles, vivint només en coves.
En temps d'August els homanades foren atracats pels consòl Quirinus, que els va privar de les collites i els va obligar a rendir-se empesos per la fam; quatre mil presoners foren distribuïts entre les colonies romanes de la província d'Àsia.